# Richard Anton Hallmann
Richard Anton Hallmann (* 1856 in Valparaíso, Chile; † 29. Januar 1918 in Rüdesheim am Rhein) war ein deutscher Baubeamter. Er wirkte als Kreisbauinspektor in Marburg und später als Baurat in Rüdesheim.  

## Leben
Hallmann war der Sohn des Großkaufmanns Anton Hallmann und seiner Frau Luise, geb. Rodatz. Er heiratete Marianne Reuschle.  
Von 1906 bis 1908 war er Kreisbauinspektor in Marburg, anschließend wurde er nach Rüdesheim versetzt. 1918 starb er dort im Alter von 61 Jahren.
Zu seiner Familie gehörte die Tochter Elisabeth Walgurga Hallmann, die 1908 den Philosophieprofessor Paul Menzer heiratete.

## Wirken
Während seiner Tätigkeit in Marburg war Hallmann an mehreren Bauprojekten der Philipps-Universität Marburg beteiligt, darunter:  
- Umbau des ehemaligen Reithauses für die Archäologische Sammlung (1905)
- Umbauentwurf für das vorläufige Verwaltungsgebäude der Universität Am Plan (1908)
- Sammlungshaus am Botanischen Institut (1909), nach den Vorstellungen von Paul Arthur Meyer[3]